# Temósachi
Temósachi é um município do estado de Chihuahua, no México.